# إيدي غوتيريز
إيدي غوتيريز هو منافس ألعاب قوى كوبي، ولد في 28 فبراير 1952.

## وصلات خارجية
- إيدي غوتيريز على موقع الاتحاد الدولي لألعاب القوى (الإنجليزية)
- إيدي غوتيريز على موقع أوليمبيديا (الإنجليزية)